# Пускіяківенін 122
Пускіяківенін 122 (англ. Puskiakiwenin 122) — індіанська резервація в Канаді, у провінції Альберта, у межах муніципального району Сент-Пол № 19.

## Населення
За даними перепису 2016 року, індіанська резервація нараховувала 531 особу, показавши зростання на 9,7%, порівняно з 2011-м роком. Середня густина населення становила 5,3 осіб/км².
З офіційних мов обидвома одночасно не володів жоден з жителів, тільки англійською — 525, а 5 — жодною з них. Усього 180 осіб вважали рідною мовою не одну з офіційних, з них усі — одну з корінних мов.
Працездатне населення становило 57,4% усього населення, рівень безробіття — 41%.
Середній дохід на особу становив $27 933 (медіана $17 376), при цьому для чоловіків — $30 676, а для жінок $25 407 (медіани — $17 920 та $17 365 відповідно).
26,5% мешканців мали закінчену шкільну освіту, не мали закінченої шкільної освіти — 44,1%, 29,4% мали післяшкільну освіту, з яких 20% мали диплом бакалавра, або вищий.
| Статево-вікова структура населення | Статево-вікова структура населення | Статево-вікова структура населення | Статево-вікова структура населення | Статево-вікова структура населення |
| ---------------------------------- | ---------------------------------- | ---------------------------------- | ---------------------------------- | ---------------------------------- |
|                                    |                                    |                                    |                                    |                                    |
| Всього                             | Всього                             | 49,5%50,5%                         |                                    |                                    |
| 0 — 14 років                       | 0 — 14 років                       |                                    | 35,8%                              | 35,8%                              |
| 15 — 64 років                      | 15 — 64 років                      |                                    | 60,4%                              | 60,4%                              |
| 65 і більше                        | 65 і більше                        |                                    | 3,8%                               | 3,8%                               |
| Середній вік (років)               | Середній вік (років)               | 25,625,5                           | 25,5                               | 25,5                               |
| Медіана (років)                    | Медіана (років)                    | 22,022,2                           | 22,1                               | 22,1                               |
| — чоловіки — жінки                 |                                    |                                    |                                    |                                    |

| Походження мешканців:     | Походження мешканців:     | Походження мешканців: | Походження мешканців: | Походження мешканців: |
| ------------------------- | ------------------------- | --------------------- | --------------------- | --------------------- |
| Походження                |                           |                       | осіб                  | %                     |
| Корінні американці        | Корінні американці        |                       | 520                   | 98.11%                |
| Інше північноамериканське | Інше північноамериканське |                       | 10                    | 1.89%                 |
| Європейське               | Європейське               |                       | 50                    | 9.43%                 |
| британське                | британське                |                       | 30                    | 5.66%                 |
| французьке                | французьке                |                       | 15                    | 2.83%                 |
| українське                | українське                |                       | 20                    | 3.77%                 |

## Клімат
Середня річна температура становить 1,3°C, середня максимальна – 20,8°C, а середня мінімальна – -23,3°C. Середня річна кількість опадів – 415 мм.
| Клімат поселення                              | Клімат поселення | Клімат поселення | Клімат поселення | Клімат поселення | Клімат поселення | Клімат поселення | Клімат поселення | Клімат поселення | Клімат поселення | Клімат поселення | Клімат поселення | Клімат поселення | Клімат поселення |
| Показник                                      | Січ.             | Лют.             | Бер.             | Квіт.            | Трав.            | Черв.            | Лип.             | Серп.            | Вер.             | Жовт.            | Лист.            | Груд.            |                  |
| Середній максимум, °C                         | −9,99            | −5,83            | −0,06            | 9,95             | 16,46            | 20,56            | 20,78            | 19,88            | 14,33            | 8,38             | −2               | −10,08           |                  |
| Середня температура, °C                       | −16,64           | −12,49           | −6,71            | 3,29             | 9,81             | 13,92            | 16,17            | 15,28            | 9,75             | 3,80             | −6,6             | −14,67           |                  |
| Середній мінімум, °C                          | −23,29           | −19,13           | −13,34           | −3,35            | 3,16             | 7,28             | 11,59            | 10,70            | 5,14             | −0,8             | −11,2            | −19,26           |                  |
| Норма опадів, мм                              | 19               | 11               | 18               | 25               | 42               | 71               | 77               | 61               | 37               | 16               | 19               | 19               |                  |
| Середньомісячна швидкість вітру, м/с          | 3.82             | 3.90             | 4.00             | 4.20             | 4.10             | 3.80             | 3.42             | 3.40             | 3.70             | 4.00             | 4.00             | 3.92             |                  |
| Середньомісячна сонячна радіація, кДж/м²·день | 3412             | 6998             | 12352            | 17463            | 20994            | 22206            | 22235            | 18379            | 12374            | 7320             | 3685             | 2454             |                  |
| --------------------------------------------- | ---------------- | ---------------- | ---------------- | ---------------- | ---------------- | ---------------- | ---------------- | ---------------- | ---------------- | ---------------- | ---------------- | ---------------- | ---------------- |
| Джерело:                                      |                  |                  |                  |                  |                  |                  |                  |                  |                  |                  |                  |                  |                  |